# バトルリーガーX
バトルリーガーXはSANKYOの5号機パチスロ機である。2007年1月頃から設置され始めた。
401枚払い出しで終了するビッグボーナス(BIG)と、101枚払い出しのレギュラーボーナス(REG)の2つのボーナスチャンス、そして特定の条件で発動するジェットゾーン(JZ)と呼ばれるリプレイタイムを搭載する。JZは次回ボーナス成立まであるいは5000G間継続し、その間少しずつであるがコインが増えていく。
ゲームでは液晶画面による様々な演出が行われる。

## 周期抽選システム
JZへは、一定周期で突入するリーガーチャンス(LC)またはBIG終了後に突入するスーパーリーガーチャンス(SLC)時にチェリー（この機種のチェリーは右リールにベルと同時に出現する）を引くかまたはダッシュ絵柄（リプレイ）を揃えることによって突入する。また、この2つの絵柄はボーナスチャンスの重複抽選も行う。
LCはリプレイタイムを利用したシステムで、LC・SLCからの転落契機であるベル・通常リプレイ図柄が入賞した時点で、105ゲーム・197ゲームのリプレイタイムに入るが、表面上は通常状態と同じでリプレイ確率も通常時と同じである。リプレイタイムが終了すると再度LCとなるが、画面上の演出と内部状態が一致しないため、正確に状態を判別するのは難しい。
機種内部における通常状態（リプレイタイムでない状態）とはLC状態であるため、設定変更時には画面上は通常状態でもJT抽選状態にあり、ここで指定図柄を入賞させればJZに突入する。同様に、JZ完走時もLC状態になる。